# برادلي جونز (لاعب سنوكر)
برادلي جونز (بالإنجليزية: Bradley Jones)‏ هو لاعب سنوكر بريطاني، ولد في 16 مايو 1974.

## روابط خارجية
- برادلي جونز على موقع CueTracker.net (الإنجليزية)